# Clistoabdominalis carnatistylus
Clistoabdominalis carnatistylus är en tvåvingeart som beskrevs av Skevington 2001. Clistoabdominalis carnatistylus ingår i släktet Clistoabdominalis och familjen ögonflugor. Inga underarter finns listade i Catalogue of Life.